# Serigrafia
La serigrafia és un procediment d'estampació planogràfic, sense relleu, i per això no es pot considerar un gravat. Es realitza mitjançant estergit, a través d'un teixit porós, pel qual un corró o rasqueta fa passar la tinta o pintura. Pot imprimir-se sobre gran varietat de materials. L'artista que més va popularitzar aquesta tècnica fou Andy Warhol.

## Procés

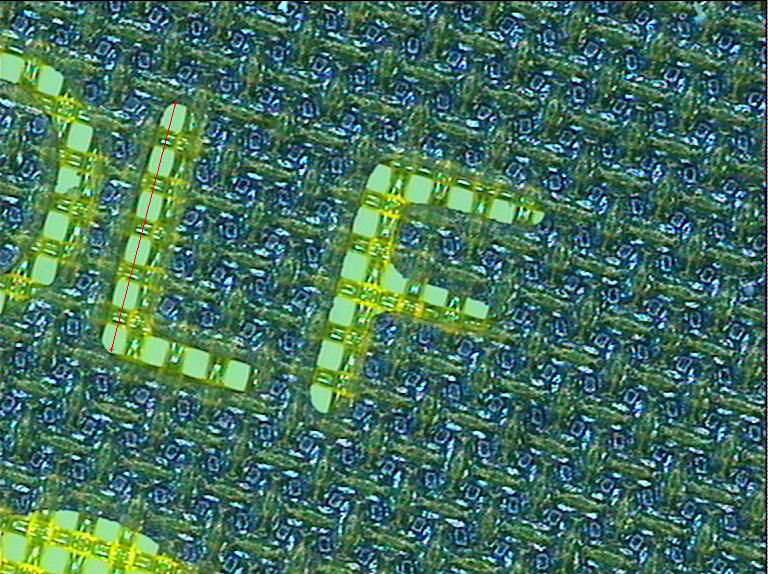
Aproximació a la gasa, macro
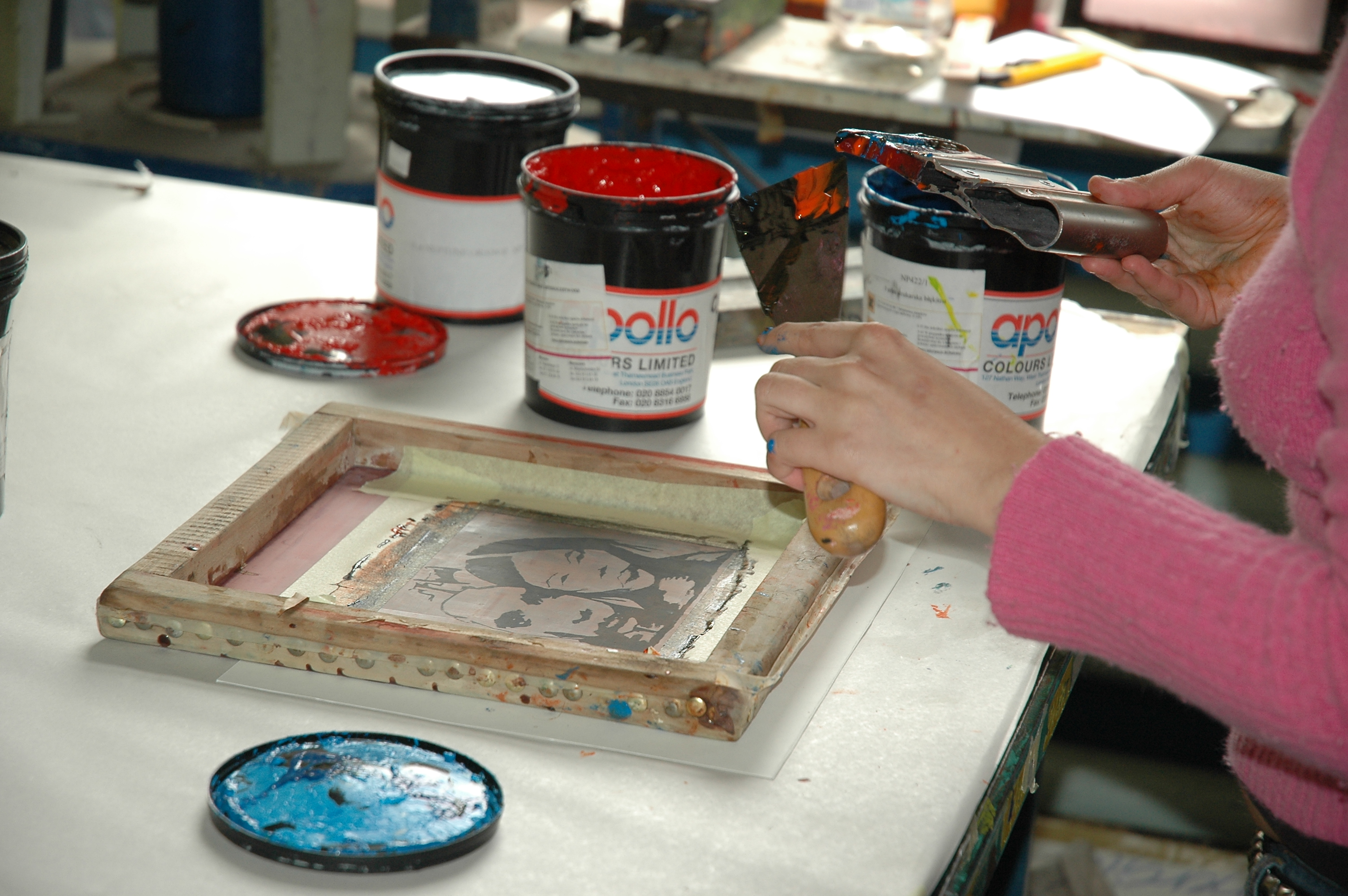
Pantalla serigràfica obturada amb emulsió fotosennsible
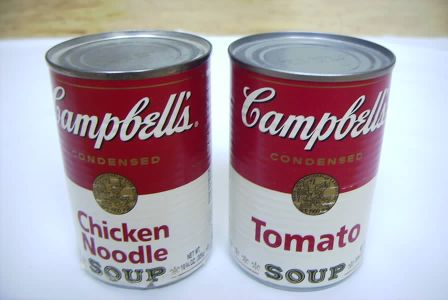
Llaunes de la sopa Campbells, Andy Warhol

La serigrafia consisteix a transferir tinta a través d'una gasa tibada en un marc o bastidor. A aquest conjunt, l'anomenen pantalla serigràfica.
Per tant, s'ha d'obturar la gasa en les parts que no es vol deixar passar tinta, mitjançant una emulsió, vernís, cinta adhesiva o emulsió fotosensible. La gasa mostra un aspecte de negatiu del que serà l'estampa.
Es col·loca la pantalla serigràfica damunt el suport a imprimir i es fa passar la tinta a través de la gasa, aplicant-li una pressió moderada amb una rasqueta, generalment de cautxú.
La paraula serigrafia té el seu origen en la paraula llatina sericum ('seda') i en la grega graphé ('acció d'escriure o dibuixar').
Aquesta tècnica té dos vessants d'aplicació: industrial i artístic.

## Usos
En estampació tèxtil, també s'usen cilindres d'acer inoxidable, amb minúsculs porus per on passa la tinta, la pressió s'exerceix amb un cilindre metàl·lic allotjat en l'interior del cilindre d'impressió. Aquesta tècnica també s'usa per a fabricar les pistes dels circuits impresos. El procediment d'impressió és molt utilitzat per a fer reproduccions d'art o anuncis.
El fet de poder imprimir sobre gairebé tots els materials comporta que molts articles de marxandatge com llapis, camises, barrets o clauers siguin serigrafiats. Les impressions serigràfiques poden detectar-se perquè cada color té un cert relleu.
L'electrònica impresa és una tecnologia relativament nova que implica la impressió de components electrònics, com ara traces conductores, sensors i pantalles, utilitzant tintes conductores sobre diversos substrats, com ara paper, plàstic i vidre. Aquesta tecnologia té diversos avantatges respecte a l'electrònica tradicional, com ara la rendibilitat, la flexibilitat i la facilitat de fabricació. Un dels principals avantatges de l'electrònica impresa és la seva rendibilitat. A diferència de l'electrònica tradicional, que requereix processos de fabricació complexos i costosos, l'electrònica impresa es pot produir mitjançant tècniques d'impressió senzilles com la serigrafia. Això fa que l'electrònica impresa sigui ideal per a la fabricació a gran escala i la producció en massa, ja que pot reduir significativament el cost de producció.